# D3o
D3O（正式名称为“D3o”）是一种聚氨酯能量吸收材料，含有多种添加剂和聚硼二甲基硅氧烷（一种膨胀型 非牛頓流體）。
聚硼二甲基硅氧烷是一种称为膨胀剂的物质，它在原始状态下可以自由流动，但在震动时会锁在一起，以热量的形式吸收和分散能量，然后再回到半流体状态。D3O这种商用材料本质上是一种以聚硼二甲基硅氧烷（PBDMS）为膨胀剂的闭孔聚氨酯泡沫复合材料，它分散在泡沫基体中，使得产品对速率敏感，从而在特定能量水平下比普通聚氨酯消耗更多的能量。该专利提到了减震泡沫复合材料配方的最佳比例：按体积计，15-35％的PBDMS和40-70％的流体（发泡过程产生的气体，通常为二氧化碳），其余为聚氨酯。D3O的技术可用于许多运动装备，如防弹衣。

## 历史
英国工程师菲尔·格林博士和理查德·帕尔默于1999年发现了这种材料，并在赫特福德大学首次将其分离出来。帕尔默和格林随后成立了D3O实验室，来开发和销售该产品。 该公司于2006年将D3O材料商业化。2009年，英国国防部授予D3O实验室10万英镑，用于研制头盔，以减少子弹或弹片在撞击时的动能，因为它具有可塑性。

## D3O的应用
D3O已应用于以下领域：
- 军事[6]
- 工作服
- 医药[7]

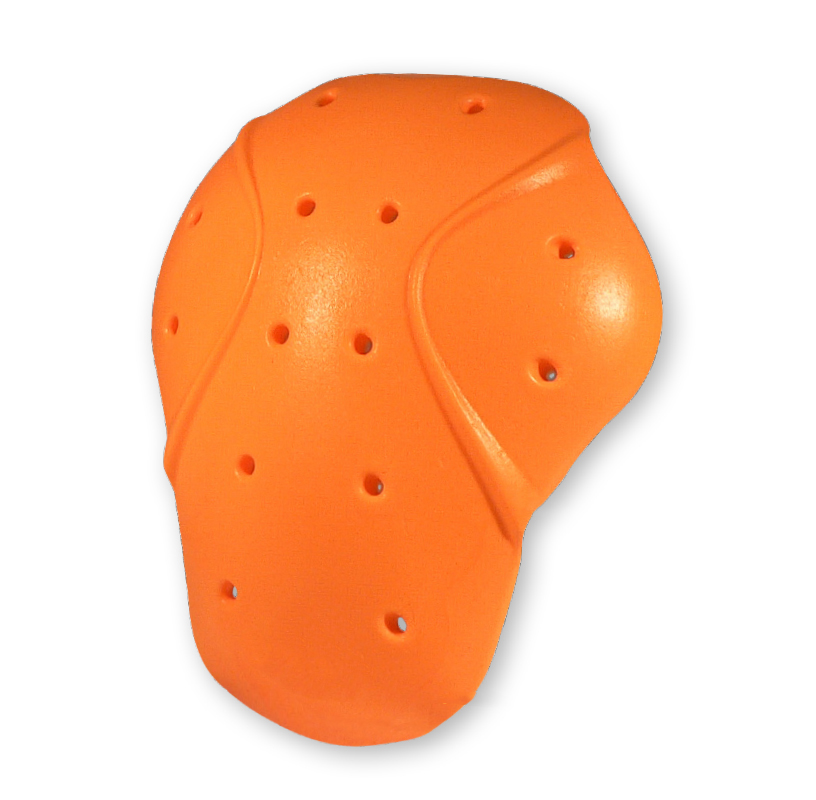
D3O用于护膝的一个例子。

- 体育，包括滑雪板、长曲棍球、棒球、击剑、板球[8]、排球、网球、壁球、芭蕾舞、拳击、射击和帆船、自行车、马术和水上运动[9]
- 摩托车服装
- 鞋子
- 电子设备[10] [11]
- 滑冰[12]